# Maia Alta
Maia Alta (Obermais in tedesco) è un distretto del comune di Merano, con circa 3 600 abitanti. Maia Alta è soprattutto conosciuta per essere il quartiere delle ville di Merano, ricco di magioni e castelli.

## Geografia

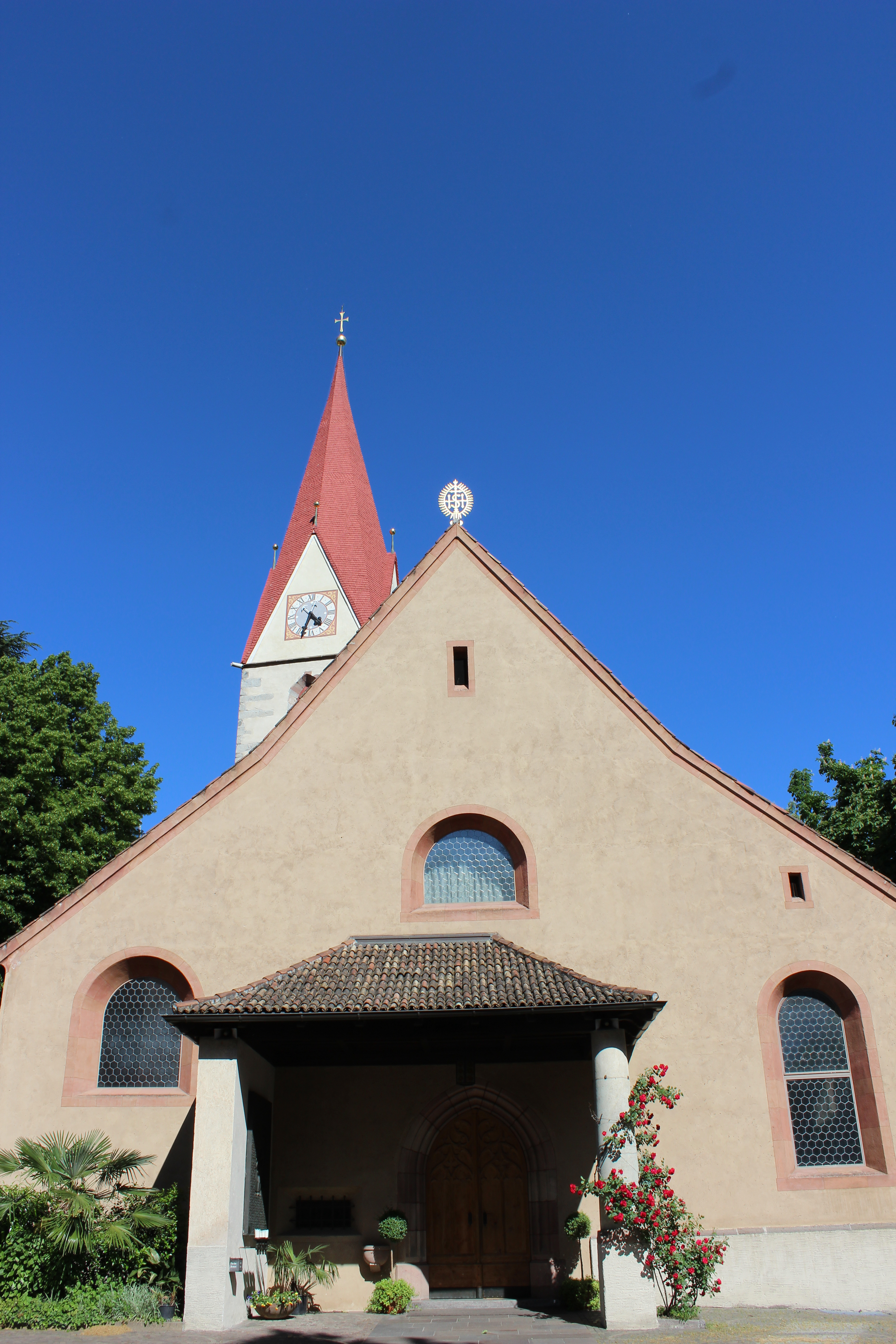
Chiesa di San Giorgio a Maia Alta

Maia Alta è situata sulla collina morenica del rio Nova a est del Passirio; a sud via Winkel costituisce il confine con Maia Bassa, a nord Maia Alta confina con Scena, ad ovest con Labers. Il centro del distretto è costituito da piazza Fontana (Brunnenplatz) e dal principio di via Dante. L'altitudine è di 374 metri sul livello del mare.

## Storia
Il toponimo Maia deriva dal posto di dogana romano Statio Maiensis, che attorno al terzo secolo dopo Cristo sorgeva nelle vicinanze della confluenza del Passirio con l'Adige.
Nel 1924, in conseguenza del decreto del 24 settembre 1923, Maia Alta, Maia Bassa e Quarazze furono incorporati al comune di Merano.

## Monumenti e luoghi d'interesse
- Chiesa di San Giorgio
- Castel Knillenberg
- Castel Pienzenau
- Castel Rubein
- Castel Winkel
- Castel Planta
- Castel Reichenbach
- Castel Rundegg
- Touriseum e giardini di castel Trauttmansdorff
- Lazago
- Waalweg di Maia Alta

## Sport
Il quartiere è rappresentato nel campionato italiano di Serie D dalla società Obermais, fondata nel 1972 e contraddistinta dai colori biancoblù, la cui storia si è interamente dipanata nelle divisioni dilettantistiche fino al raggiungimento della Serie D nel 2025.